# Marcania grandiflora
Marcania grandiflora är en akantusväxtart som beskrevs av Imlay. Marcania grandiflora ingår i släktet Marcania och familjen akantusväxter. Inga underarter finns listade i Catalogue of Life.